# Gottlieb August Wilhelm Herrich-Schäffer
Gottlieb August Wilhelm Herrich-Schäffer (Ratisbona, 17 dicembre 1799 – Ratisbona, 14 aprile 1874) è stato un entomologo, botanico e medico tedesco.

## Biografia
Si occupò di studiare e collezionare soprattutto i lepidotteri, tra cui quelli raccolti da Josef Johann Mann (1804-1889) e Julius Lederer (1821-1870).

Ricoprì la carica di presidente della Società Botanica di Ratisbona (Regensburgischen Botanischen Gesellschaft) dal 1861 al 1871, e venne premiato con la cittadinanza onoraria di quella città nel 1871.

Parti delle sue collezioni andarono a Otto Staudinger presso il Museo di Storia Naturale di Berlino, e ad M. J. Bastelberg presso il 
Museo Zoologico Nazionale di Monaco. Parecchi esemplari di Microlepidotteri furono inoltre donate a Ottmar Hofmann (1835-1900), al Museo di Storia Naturale di Londra.
L'autore viene abbreviato in Herrich-Schäffer per i taxa zoologici, e in Herr.-Schaeff. per quelli botanici.

## Alcune opere
- Die wanzenartigen Insekten. Getreu nach der Natur abgebildet und beschrieben. (Fortsetzung des Hahn'schen Werkes). (Volume 4, 1839 - Volume 9 & Alphabetisches synonymisches Verzeichniss, 1853) F? band. C.H. Zeh, Nbg. 108 pp. (1839)
- Nomenclator entomologicus. Verzeichniss der europäischen Insecten, zur Erleichterung des Tauschverkehrs mit Preisen versehen. Friedrich Pustet, Regensburg. (1835-1840)
- Die Wanzenartigen Insekten. Getreu nach der Natur abgebildet und beschrieben. Achter band. J.L. Lotzbeck, Nbg. 130 pp. (1848)
- Systematische Bearbeitung der Schmetterlinge von Europa, Zugleich als Text, Revision und Supplement zu Jacob Hubner's Sammlung europäischer Schmetterlinge. (6 Volumes, 1843-1856) Vierter Band. Zünsler u. Wickler. Manz, Regensburg. 288 + 48 pp. (1849)
- Sammlung neuer oder wenig bekannter aussereuropäischer Schmetterlinge. G. J. Manz, Regensburg. (1850-1858)
- Index alphabetico-synonymicus insectorum hemiptera heteropterorum. Alphabetisch-synonymisches Verzeichniss der wanzenartigen Insecten. G. J. Manz, Regensburg (1853)
- Neue Schmetterlinge aus Europa und den angrenzenden Ländern. G. J. Manz, Regensburg (1860)
- Die Schmetterlinge der Insel Cuba. Corr Bl Zool Min Ver Regensb 22: 147-156. (1868)
- Neuer Schmetterlinge aus dem Museum Godeffroy in Hamburg. Erste Abtheilung: die Tagfalter. Stett. ent. Ztg. 30(1-3): 65-80, pls. 1-4. (1869)